# Церковь Святой Великомученицы Варвары (Нижний Новгород)
Церковь Святой Великомученицы Варвары — утраченный православный храм в историческом центре Нижнего Новгорода. По имени церкви была названа Варварская улица.

## История
Известно, что ещё с начала XVI века деревянная церковь во имя святой Варвары Великомученицы стояла вблизи Чёрного пруда (сегодня на месте засыпанного пруда разбит Чернопрудский сквер). В 1757 году была выстроена каменная однокупольная и одноглавая церковь. Строилась «тщанием» дьяка Нижегородской духовной консистории Василия Денисова (по другим данным — служащего у Строгановых Шушпанова) при епископе Вениамине I (Пуцек-Григоровиче) или епископе Феофане (Чарнуцком).
В конце XVIII или начале XIX века к церкви пристроена трапезная с приделами и колокольня, вероятно, при епископе Вениамине II (Краснопевкове). В 1832 году на средства купчихи Марии Зубовой заложен тёплый храм. В церкви было три престола: главный — в честь Владимирской иконы Божией Матери; правый — в честь святых мучениц Софии, Веры, Надежды и Любови; левый — во имя святой мученицы Варвары. Для клира, заботами старосты Квартилова, в 1861 поблизости были выстроены деревянный и каменный дома.
На 1916 год в приходе состояло 400 мужчин и 980 женщин. После революции, 15 ноября 1918 года приход заключил договор о принятии имущества церкви на баланс в бессрочное пользование. В 1930 году в приход записались 363 человека. 20 августа 1932 года райсовет присоединил к Варваринской церкви общину ликвидированного Никольского храма на Большой Покровской улице, с ранее вошедшими в неё общинами закрытых Алексеевской, Георгиевской и Тихоновской церквей.
В 1937 году клир Варваринской церкви был арестован: священники Константин Васильевич Веселитский, Александр Николаевич Никольский, протоиерей Евгений Никанорович Яковлев, диакон Алексей Всеволодович Иванов и священник на должности псаломщика Сергей Иванович Зефиров. Они были обвинены как участники «Горьковского филиала церковно-фашистской организации, созданной по заданию митрополитов Сергия Страгородского и Феофана Тулякова». 4 апреля был расстрелян отец Константин Веселитский, а 17 декабря — все остальные. В живых осталась только председатель церковного совета В. И. Арефьева.
14 августа 1938 года Ждановский райсовет города Горького постановил закрыть церковь. Приход ликвидировали, а в здании храма разместили жилуправление, строительную и благоустроительную конторы. В январе 1940 года в здание был перемещён архив.
22 июля 1958 года Горсовет принял постановление о сносе здания бывшей церкви в связи с аварийным состоянием. Храм разобрали на кирпич.